# Вторников, Иван Фёдорович
Вторников Иван Фёдорович (21 мая 1923— 22 мая 1985) — полный кавалер ордена Славы, награждённый в годы войны четырьмя орденами Славы.

## Биография
Родился в 1923 году в Алма-Ате в крестьянской семье. Окончил 8 классов средней школы, после чего работал токарем.
В декабре 1942 года был призван в Красную Армию, на передовую попал, в апреле 1944 года. В том же году вступил в ВКП (б). Старший сержант, командир орудия. В боях отличался мужеством и хладнокровием. 15 августа 1944. у деревни Облясы (Польша) уничтожил орудие и пулемет противника, был ранен, но остался в строю. 14-16 января 1945 у населенных пунктов Едльня и Нова-Воля (Польша) истребил около 30 фашистов, 3 пулемета и 2 повозки с боеприпасами. 16-17 апреля 1945 у г. Лебус (Германия) уничтожил около 20 фашистов, 3 пулемета, 2 гранатомета и 2 наблюдательных пункта.
Демобилизовался в феврале 1947 года. После демобилизации вернулся в Алма-Ату, где окончил техникум торговли. С 1950 года по 1970 год работал товароведом в Министерстве пищевой промышленности Казахской ССР. Умер 22 мая 1985. Похоронен в Алма-Ате.

## Награды
- Орден Красного Знамени (25 марта 1945)[2];
- Орден Отечественной войны 1-й степени (11 марта 1985)[3];
- Орден Красной Звезды (14 августа 1944)[4];
- Орден Славы 1-й степени (15 мая 1946 — № 76);
- Орден Славы 2-й степени (17 февраля 1945 — № 11227)[5];
- 2 ордена Славы 3-й степени (4 августа 1944 и 22 августа 1944 — 89945)[6][7];
- также ряд медалей.